# Wangga
Wangga is een bestuurslaag in het regentschap Oost-Soemba van de provincie Oost-Nusa Tenggara, Indonesië. Wangga telt 5757 inwoners (volkstelling 2010).